# Xã Wiscoy, Quận Winona, Minnesota
Xã Wiscoy (tiếng Anh: Wiscoy Township) là một xã thuộc quận Winona, tiểu bang Minnesota, Hoa Kỳ. Năm 2010, dân số của xã này là 361 người.